# Михневский, Войцех
Войцех Михневский (пол. Wojciech Michniewski; род. 4 апреля 1947, Лодзь) — польский композитор и дирижёр.
Учился в Варшавской высшей государственной школе музыки у Станислава Вислоцкого (дирижирование) и Анджея Добровольского (композиция). В 1977 году выиграл в Италии международный конкурс дирижёров имени Гвидо Кантелли.
В 1973—1978 гг. работал дирижёром в Варшавской филармонии, в то же время входил в группу молодых композиторов KEW (вместе с Кшиштофом Книттелем и Эльжбетой Сикора). В 1979—1981 гг. возглавлял Большой театр в Лодзи, одновременно руководил Сценой современной музыки в Варшавской камерной опере (до 1983 г.). В 1987—1991 гг. главный дирижёр Познанского филармонического оркестра. Специалист, главным образом, по новейшей польской музыке. Записал, в частности, произведения Мечислава Карловича, Витольда Лютославского, Войцеха Киляра и др.